# Diósd
Diósd ([ˈdi.oːʒd]) est une ville du comitat de Pest en Hongrie. Elle a le titre de ville depuis le 15 juillet 2013.